# بيتا سولا
بيتا سولا (الاسم العلمي: Pitta dohertyi) (بالإنجليزية: Sula Pitta)‏ هي نوع من الطيور تتبع جنس البيتا من فصيلة طيور البيتا.